# Haltere la Jocurile Olimpice de vară din 2016 - feminin 48 kg
Proba de haltere categoria 48 de kg feminin de la Jocurile Olimpice de vară din 2016 de la Rio de Janeiro a avut loc la data de 6 august, la Pavilionul 2 al Riocentro.
Medaliile au fost oferite de către Tricia Smith, membru al CIO pentru Canada și Tamás Ajan, președinte al Federației Internaționale de Haltere.

## Rezultate

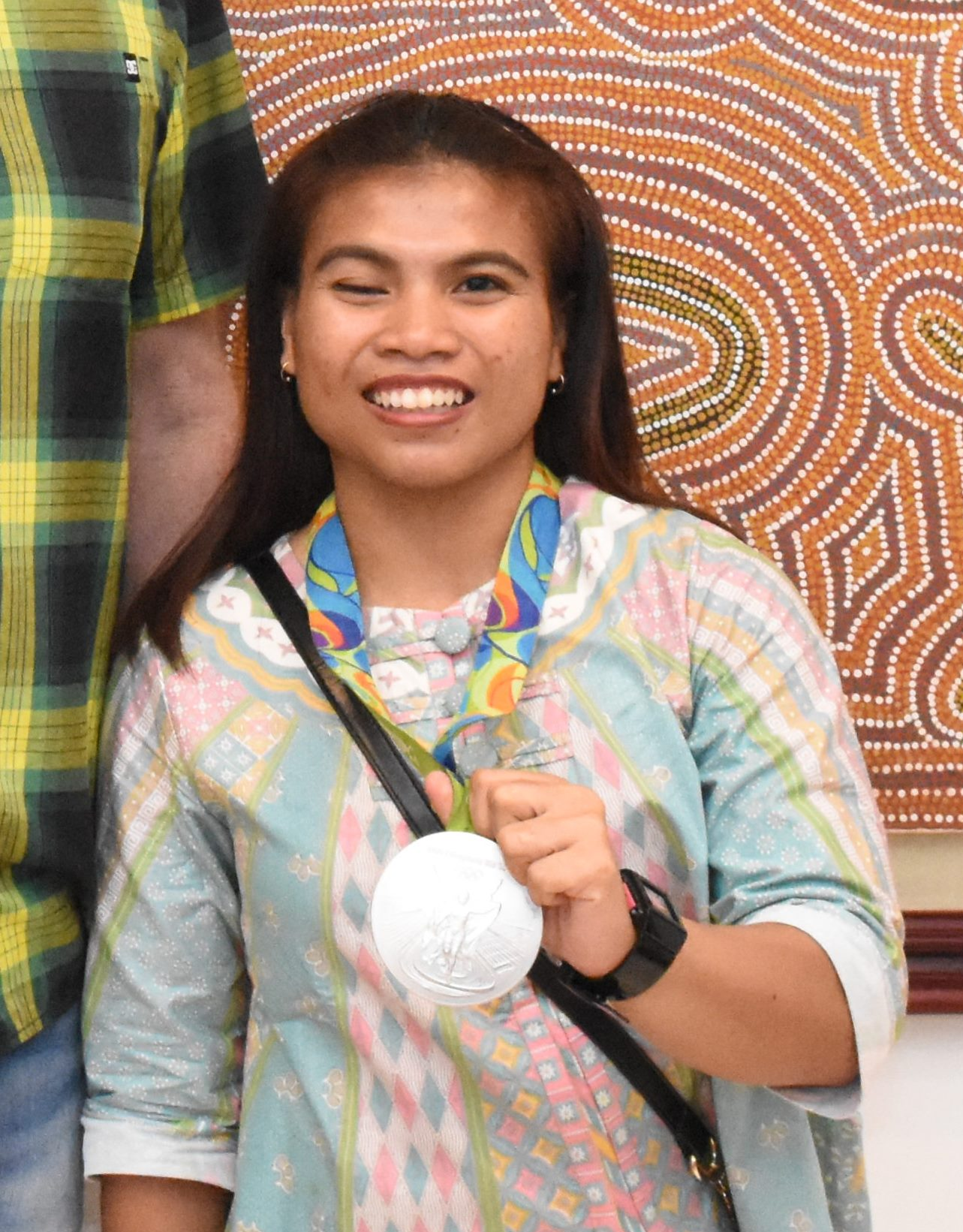
Sri Wahyuni Agustiani, laureată cu argint

| Loc | Atlet                                           | Grupa | Greutatea corpului | Smuls (kg) | Smuls (kg) | Smuls (kg) | Smuls (kg) | Aruncat (kg) | Aruncat (kg) | Aruncat (kg) | Aruncat (kg) | Total |
| Loc | Atlet                                           | Grupa | Greutatea corpului | 1          | 2          | 3          | Rezultat   | 1            | 2            | 3            | Rezultat     | Total |
| --- | ----------------------------------------------- | ----- | ------------------ | ---------- | ---------- | ---------- | ---------- | ------------ | ------------ | ------------ | ------------ | ----- |
| 1   | Sopita Tanasan · Thailanda (THA)                | A     | 47.91              | 88         | 90         | 92         | 92         | 106          | 108          | 110          | 108          | 200   |
| 2   | Sri Wahyuni Agustiani · Indonezia (INA)         | A     | 47.25              | 82         | 85         | 87         | 85         | 107          | 115          | 115          | 107          | 192   |
| 3   | Hiromi Miyake · Japonia (JPN)                   | A     | 47.95              | 81         | 81         | 81         | 81         | 105          | 107          | 107          | 107          | 188   |
| 4   | Beatriz Pirón · Republica Dominicană (DOM)      | A     | 47.50              | 85         | 87         | 87         | 85         | 102          | 105          | 105          | 102          | 187   |
| 5   | Margarita Yelisseyeva · Kazahstan (KAZ)         | A     | 47.72              | 80         | 84         | 84         | 80         | 103          | 106          | 106          | 106          | 186   |
| 6   | Morghan King · Statele Unite ale Americii (USA) | A     | 47.79              | 80         | 82         | 83         | 83         | 100          | 103          | 103          | 100          | 183   |
| 7   | Chen Wei-ling · Taipeiul Chinez (TPE)           | A     | 47.13              | 75         | 79         | 81         | 81         | 99           | 100          | 100          | 100          | 181   |
| 8   | Iulia Paratova · Ucraina (UKR)                  | A     | 47.74              | 84         | 86         | 86         | 84         | 95           | 95           | 98           | 95           | 179   |
| 9   | Roilya Ranaivosoa · Mauritius (MRI)             | A     | 47.90              | 73         | 78         | 80         | 80         | 93           | 98           | 100          | 93           | 173   |
| 10  | Zhanyl Okoeva · Kârgâzstan (KGZ)                | A     | 47.56              | 68         | 72         | 75         | 72         | 92           | 97           | 101          | 97           | 169   |
| —   | Saikhom Mirabai Chanu · India (IND)             | A     | 47.77              | 82         | 82         | 84         | 82         | 104          | 106          | 106          | —            | —     |
| —   | Vương Thị Huyền · Vietnam (VIE)                 | A     | 47.84              | 83         | 84         | 84         | —          | —            | —            | —            | —            | —     |